# Savoy Records
Savoy Records je americké hudební vydavatelství, které v roce 1942 založil Herman Lubinsky. Když Lubinsky v roce 1974 zemřel, práva na nahrávky získal Clive Davis, který o rok později založil vydavatelství Arista Records. Svá alba u tohoto vydavatelství vydávali například Lennie Tristano, Charlie Parker nebo Cannonball Adderley.